# Lanthionin
Lanthionin ist eine nicht-proteinogene Aminosäure, die mit dem Cystin verwandt ist.

## Vorkommen und Gewinnung

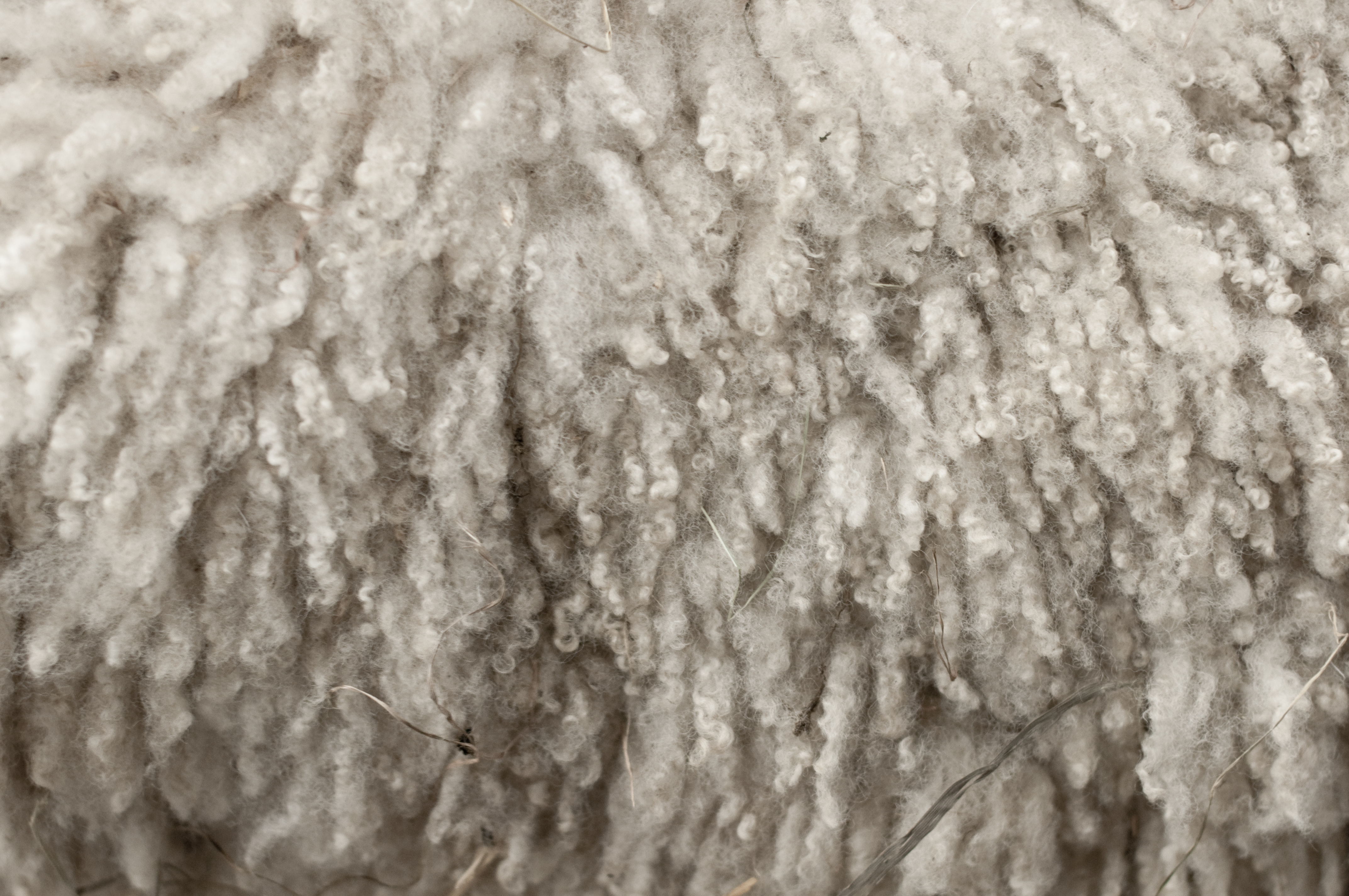
Schafwolle vor der Verarbeitung

Es kommt in Haaren, Wolle und Federn vor, wurde aber auch in bakteriellen Zellwänden gefunden. Lanthionin wurde 1941 als erstes bei der Behandlung von Wolle mit Natriumcarbonat isoliert.

## Synthese
Lanthionin kann aus der Aminosäure Cystein und Dehydroalanin durch eine Addition gebildet werden. Eine Synthese aus Cystein und β-Chloralanin führt ebenfalls zu Lanthionin.

## Bedeutung
Von Lanthionin leitet sich eine Gruppe von Peptid-Antibiotika ab: die Lantibiotika. Dazu gehören beispielsweise Mersacidin, Nisin, Subtilin, Epidermin und Ancovenin.